# رنه بکر
رنه بکر (هلندی: René Beuker؛ زادهٔ ۱۵ مهٔ ۱۹۶۵) دوچرخه‌سوار اهل هلند است.